# Caffrocrambus alcibiades
Caffrocrambus alcibiades là một loài bướm đêm trong họ Crambidae.